# Таттил, Рафаэль
Мар Рафаэль Таттил (англ. Raphael Thattil, малаял. മാർ റാഫേൽ ടാറ്റിൽ; род. 21 апреля 1956, Триссур, Индия) — индийский прелат, глава Сиро-малабарской католической церкви. Титулярный епископ Буруни и вспомогательный епископ Тричура с 18 января 2010 по 10 октября 2017. Епископ Шамшабада с 10 октября 2017 по 9 января 2024. Верховный архиепископ Эрнакулам-Ангамали Сиро-малабарской Церкви с 9 января 2024.